# 하사마정 (오이타현)
하사마정(挾間町)은 오이타현 중부에 위치해 오이타군에 속했던 정이다. 
쇼나이정, 유후인정과 2005년 10월 1일에 합병, 시로 승격해 유후시 하사마정이 되었다.

## 지리
오이타현 중부에 위치하며 오이타시, 벳푸시의 2대 도시 사이에 있다. 지형은 해발 200~300m의 구릉지가 주를 이루며, 동쪽의 도심은 고도가 낮다.

## 역사
- 1954년 10월 1일 - 4개의 촌이 합병해 하사마촌이 탄생하였다.
- 1955년 4월 1일 - 정으로 승격해 하사마정이 되었다.
- 2005년 10월 1일 - 쇼나이정, 유후인정과 합병해, 유후시가 되어 소멸하였다.

## 교육
- 대학교 : 오이타 대학 하사마 캠퍼스 (의학부)

## 교통

### 철도
- 규슈 여객철도 규다이 본선

### 도로
- 국도 210호선